# Штрикснер, Иоганн Непомук
Иоганн Непомук Франц Ксавер Штрикснер (нем. Johann Nepomuk Franz Xaver Strixner; 28 июля 1782, Альтэттинг, Бавария — 1855, Мюнхен, Бавария) — немецкий рисовальщик, литограф и гравёр. C 1808 года он первым в Мюнхене использовал технику недавно изобретённой И. А. Зенефельдером литографии для репродуцирования рисунков и картин.

## Биография
Штрикснер был сыном медика Франца Серафа Штрикснера в Вассербурге-на-Инне. После первых уроков рисования в Вассербурге в 1797 году Штрикснер отправился в Мюнхен, чтобы стать учеником Германа Миттерера в Воскресной школе (Feiertagsschule), а с 1799 года он там же изучал гравюру на меди.
В 1804 году он создал для своего покровителя Иоганна Христиана фон Манлиха альбом рисунков «Для учеников и любителей живописи» по мотивам произведений Рафаэля. В январе 1809 года Штрикснер поступил на отделение гравюры Мюнхенской академии изобразительных искусств.
В 1808—1809 годах Штрикснер принял участие в создании сборника рисунков Альбрехта Дюрера (Albrecht Dürers Christlich-Mythologische Handzeichnungen), которые были опубликованы в виде литографических копий Алоизом Зенефельдером.
В период с 1808 по 1815 год совместно с Фердинандом фон Пилоти он опубликовал серию из 432 литографий по рисункам старых мастеров и специализировался на литографическом воспроизведении произведений античного искусства.
Иоганн Штрикснер стал особенно известен благодаря изданию картин из коллекции картин братьев Сульписа и Мельхиора Буассере и их друга Иоганна Батиста Бертрама в виде большого альбома литографий, который выходил несколькими выпусками в период с 1821 по 1840 год на 114 листах. С этой целью он несколько лет жил в Штутгарте, где в 1820-х годах была представлена коллекция братьев Буассере.

## Галерея
- Христос Муж скорбей. Литография по оригиналу К. Массейса
- Христос и женщина, взятая за прелюбодеянием. Литография по картине Лукаса Кранаха Старшего. Между 1817 и 1824
- Святой Лука рисует Деву Марию. По картине Рогира ван дер Вейдена. Из коллекции Братьев Буассере. 1826. Литография
- Портрет неизвестной. Литография по картине Б. ван дер Хелста. Между 1825 и 1840
- Монах созерцает череп при свете свечи. Литография по картине Л. Карраччи